# Tillandsia pfisteri
Tillandsia pfisteri är en gräsväxtart som beskrevs av Werner Rauh. Tillandsia pfisteri ingår i släktet Tillandsia och familjen Bromeliaceae. Inga underarter finns listade i Catalogue of Life.